# Ammoniumhexachloroplatinat(IV)
Ammoniumhexachloroplatinat(IV) ist eine chemische Verbindung aus der Gruppe der Hexachloridoplatinate.

## Gewinnung und Darstellung
Ammoniumhexachloroplatinat(IV) kann durch Reaktion einer schwach salzsauren Hexachloridoplatinsäure-Lösung mit Ammoniumchlorid gewonnen werden.
{\displaystyle \mathrm {H_{2}[PtCl_{6}]+2\ NH_{4}Cl\longrightarrow (NH_{4})_{2}[PtCl_{6}]\downarrow +2\ HCl} }
Es entsteht auch als Zwischenprodukt beim Abtrennungsprozess von Platin aus Anodenschlämmen bei der Elektrometallurgie.

## Eigenschaften
Ammoniumhexachloroplatinat(IV) ist ein gelber Feststoff, der schwer löslich in Wasser und, im Gegensatz zu anderen Hexachloroplatinaten, nicht hygroskopisch ist. Er zersetzt sich bei Erhitzung und liefert hierbei Platinschwamm.
{\displaystyle \mathrm {3\ (NH_{4})_{2}[PtCl_{6}]\ {\xrightarrow {1000\ ^{\circ }C}}\ 3\ Pt+2\ NH_{4}Cl+16\ HCl+2\ N_{2}} }
Es reagiert mit Kupfer(II)-acetat und Schwefelwasserstoff zu Kupfer-Platin-Komplexen die Anwendung als diamagnetischen Materialien und Halbleitern finden. Die Verbindung besitzt eine kubische Kristallstruktur mit der Raumgruppe Fm3m (Raumgruppen-Nr. 225).
Die Unlöslichkeit in Ethanol und Diethylether erlaubt die Trennung von Platin und Palladium, da die analoge Palladiumverbindung in Ethanol und Diethylether löslich ist.